# Matró de Pitana
Matró de Pitana (en llatí Matron, en grec antic Μάτρων) fou un famós escriptor de paròdies sobre Homer, natural de Pitana. Probablement era contemporani d'Hegemó de Tassos, i devia viure al final del segle V aC i començaments del segle iv aC, i en tot cas abans del 362 aC.
Ateneu l'anomena algunes vegades Ματρέας (Matrees), però és un error del transcriptor, perquè Matrees era un altre personatge. Ateneu reprodueix un llarg fragment d'un poema seu on descrivia una festa atenenca que paròdia l'inici de la Ilíada. També el menciona Eustaci d'Epifania.